# Ass to mouth
Ass to mouth (dosł. z dupy do ust) – praktyka seksualna polegająca na penetracji analnej z bezpośrednio następującą po niej penetracją oralną tym samym członkiem lub przedmiotem. Penis zwykle nie jest myty przed wzięciem go do ust, gdyż jest to dodatkowy bodziec seksualny, związany niekiedy ze skłonnościami koprofilnymi. Inne nazwy tej praktyki to A2M, ATM i Arse-to-mouth. Wariant polegający na wprowadzeniu penisa do ust partnerowi innemu niż ten, który uprzednio był penetrowany analnie, znany jest pod nazwą A2OGM (ass to other girl's mouth). Termin ten pojawił się w styczniu 1995 roku i od tego czasu stał się dosyć popularny w filmach pornograficznych.

## Zagrożenia
Wykonywanie tej praktyki stanowi dość znaczne zagrożenie dla zdrowia, głównie partnera biernego, większe niż w przypadku kontaktów oralno-genitalnych i oralno-analnych. Występuje znaczne ryzyko zakażenia bakteriami (zwłaszcza Escherichia coli), pierwotniakami, grzybami, a także wirusami np. HIV, HAV, HBV i pasożytami jelitowymi. Ryzyko to można zmniejszyć, wykonując przed penetracją analną partnerowi biernemu lewatywę, aby usunąć cząstki kału z odbytu, jednak nawet w takim przypadku praktyka ta daleka jest od bezpiecznej.

## Ass-to-mouth w pornografii
Akt ten stał się popularny w amerykańskich filmach pornograficznych po roku 2000. Praktyka ta przedstawiana była przez takich aktorów porno, jak: Melissa Lauren, Sasha Grey, Tory Lane, Lauren Phoenix, Rocco Siffredi.